# Willy Möhwald
Wilhelm „Willy“ Möhwald (1. září 1908 Herlíkovice – 15. května 1975 Gauting) byl všestranný československý lyžař německé národnosti.

## Sportovní kariéra
Na II. ZOH ve Svatém Mořici 1928 skončil ve skocích na lyžích po skocích 46 a 59 metrů na 15. místě. Na Mistrovství světa v klasickém lyžování 1930 v Oslo získal bronzovou medaili v závodu vojenských hlídek. Na Mistrovství světa v klasickém lyžování 1931 v Oberhofu po skocích 44 a 43 metrů skončil na 18. místě. Na Mistrovství světa v klasickém lyžování 1933 v Innsbrucku skončil na 18. místě. Reprezentoval Československo na mistrovství světa i v běhu na lyžích a v severské kombinaci. Patřil i mezi nejlepší československé závodníky ve sjezdu a slalomu.